# Aeródromo de Castelo Branco
O Aeródromo Municipal de Castelo Branco  foi inaugurado em 12 de agosto de 2013.
Com indicativo ICAO LPCB, insere-se em espaço aéreo com classe G. Além de liberdade que esta classificação lhe confere, possui características que viabilizam Condições Meteorológicas Visuais (VMC) para voos operados em Regras de Voo Visual (VFR) durante grande parte do ano. Está localizado 3 NM a NE da cidade de Castelo Branco e possui uma pista asfaltada com 1.460 metros de comprimento, de 30 metros de largura.
Equipado com um novo hangar onde está instalado o Aero Clube de Castelo Branco,  permite acolher aeronaves residentes e visitantes, num espaço com cerca de 1000m2.
Possui a Base de Apoio Logístico (BAL) que serve a Proteção Civil durante todo o ano, movimentando, só no período crítico do verão, centenas de colaboradores. Integra ainda uma companhia do Grupo de Intervenção de Proteção e Socorro (GIPS), instalada de forma permanente e sempre suportada por um helicóptero que ali passou também a residir.
Com estação aeronáutica de callsign CASTELO BRANCO RADIO, opera na  frequência 122.555MHZ(HO) de cobertura 25NM.
O aeródromo será reforçado, a curto prazo, com uma meios de abastecimento a aeronaves com combustível AVGAS 100LL.
Actualmente, serve-se já com uma estação meteorológica própria, válida e devidamente certificada pelo Gabinete de Apoio à Autoridade Meteorológica para a Aeronáutica (GAMA) do Instituto Português do Mar e da Atmosfera.
Esta estrutura está a ser utilizada por várias escolas de aviação civil do País, nomeadamente a L3- Commercial Training Solutions, integrada na rede da L3 CTS que opera iguais facilidades no Reino Unido, Estados Unidos da América e Nova Zelândia.
O protocolo de colaboração com a Universidade da Beira Interior, tem conferido ao  Núcleo de Estudantes de Engenharia Aeronáutica da Universidade da Beira Interior, o AEROUBI, a possibilidade de realizar um Festival Aéreo integrado no Encontro Nacional de Aeronáutica.
Tem também recebido diversos encontros  aeronáuticos, nomeadamente a comemoração do 65 aniversário da Força Aérea Portuguesa, a Volta Ibérica e a Volta APAU.

Traz neste momento em curso a implementação do Serviço de Informação de Voo de Aeródromo (AFIS).
- Localização: Reta do Lance Grande 5 km (2.7 NM) NE de Castelo Branco.
- Pista: 16-34, 1460 x 30 m em asfalto.